# Masacre de Todos los Santos
La masacre de Todos los Santos fue la violenta represión de las protestas populares por parte de la dictadura de Alberto Natusch Busch, quien tomó el poder mediante un golpe de Estado el 1 de noviembre (Día de Todos los Santos) de 1979.

## Masacre
En respuesta al golpe del 1 de noviembre, la confederación sindical Central Obrera Boliviana (COB) lanzó una campaña de protestas masivas, que fueron respondidas con violencia por parte de los militares.
La semana siguiente al golpe, el 5 y 6 de noviembre de 1979, Natusch Busch dio órdenes de intensificar la represión. A los soldados al mando del coronel Doria Medina se les permitió actuar indiscriminadamente en La Paz. Vehículos antidisturbios fueron desplegados en varios puntos de la ciudad. Para derribar a los manifestantes se utilizó un helicóptero alquilado a la empresa estadounidense Groves Limited. Sin embargo, estas medidas no impidieron que continuaran las protestas masivas. Los vecinos de La Paz salieron a las calles, arrojaron piedras contra las fuerzas armadas y levantaron barricadas.
Más de 100 personas murieron, 204 resultaron heridas y 20 desaparecieron durante la breve existencia del régimen de Natusch Busch (Dunkerley afirma que más de 200 fueron asesinadas y 125 «desaparecieron»). La mayoría de las víctimas fueron asesinadas los días 5 y 6 de noviembre, y casi todas en la ciudad de La Paz. El número de muertes durante las dos semanas de gobierno de Natusch Busch es comparable a los siete años de la dictadura militar de Hugo Banzer.
Dieciséis días después del inicio del golpe, el régimen militar cayó debido a las protestas populares. Los autores de los asesinatos nunca fueron llevados ante la justicia.